# Atlas Fútbol Club (féminines)
Maillots
Actualités
Dernière mise à jour : 27 décembre 2024.
Le Atlas Fútbol Club Femenil, plus couramment abrégé en Club Atlas, est un club de football féminin mexicain basé à Guadalajara.

## Histoire
Lorsqu'en décembre 2016 est annoncée la création d'une ligue professionnelle de football féminin au Mexique, l'Atlas Fútbol Club, fondé en 1916, créé une section féminine professionnelle en 2017.
Le club joue son premier match officiel le 5 août 2017, lors du premier championnat féminin du Mexique en remportant une victoire 3 à 2 contre Santos Laguna. Le club terminera sa première saison à la 8e place dans le classement cumulé.
Le club se retrouve souvent en haut du classement, mais ne dépasse pas le stade des quarts de finale dans la phase finale, en 2020 lors de l'arrêt du championnat à cause de la pandémie de Covid-19, ainsi qu'au tournoi suivant, Atlas termine à la deuxième place de la saison régulière.

## Stades
Le Club Atlas joue certains matchs à domicile au Stade Jalisco, les rencontres moins importantes au stade Alfredo "Pistache" Torres ou au complexe sportif du club, le Centro de Capacitación de Fútbol (CECAF). 